# George Lane Parker
George Lane Parker (1724-1791) est un officier de l'armée britannique et un homme politique qui siège à la Chambre des communes entre 1769 et 1780. 

## Biographie
Il est né le 6 septembre 1724, second fils de George Parker (2e comte de Macclesfield) et de sa première épouse Mary Lane, fille de Ralph Lane de Woodbury. Il est inscrit à Hertford College, Oxford le 20 janvier 1741 et obtient son diplôme BA en 1743 et une maîtrise en 1750. 
Il rejoint l'armée dans les Grenadier Guards et est lieutenant et capitaine en 1749 et capitaine et lieutenant-colonel en 1755. Il devient colonel en 1762 et major général en 1770. De 1773 à 1782, il est colonel du The Lancashire Fusiliers. Il devient lieutenant général en 1777 et est colonel du 12th Dragoons à partir de 1782. 
Il se présente comme député à Guildford en 1761 mais est battu. Aux élections générales de 1768, il défend les intérêts de Holmes-Stanley à Yarmouth (île de Wight) et est élu député le 19 janvier 1769. Il est réélu à Tregony comme candidat du gouvernement aux élections générales de 1774. Il a un dossier de présence médiocre, probablement à cause de ses fonctions militaires. Il vote avec le gouvernement et n'est pas enregistré comme parlant à la Chambre. 
Il épouse Jane Lady Dormer, veuve de Charles Cottrell Dormer et fille de Charles Adelmare Caesar en mai 1782. Il est décédé le 6 septembre 1791. 